# Drecksau
Drecksau est un groupe de sludge metal allemand, originaire de Nuremberg, formé en 1995 et dissous en 2005.

## Biographie
Le groupe est formé en 1995 sous le nom de Drecksau avec Nobbe Scherer comme guitariste et chanteur, Michael Seitz comme bassiste et Dirk Friedmann comme batteur. Certains des musiciens avaient déjà joué dans des groupes communs et se connaissaient. Après les premiers concerts interrégionaux, la bande démo autoproduite Schänder et des articles dans des fanzines, Drecksau s'est vu proposer des contrats par Nuclear Blast et GSM Records. Le groupe a choisi l'offre de Nuclear Blast et a travaillé sur son premier album Brecher, sorti en 1998, avec le producteur Andy Classen,. Le label a distribué la musique sous la catégorie Neue Deutsche Härte, très populaire à l'époque. Un style qui a été repris par différents magazines de heavy metal et qui a suscité des critiques polarisées. Une grande partie des critiques a qualifié l'album de « lent et difficile » ainsi que de « monotone ». D'autres critiques, en revanche, ont fait l'éloge de l'album en le qualifiant de mélange réussi de metal du sud des États-Unis avec une attitude allemande agressive ou de Neue Neue Deutsche Härte. Rétrospectivement, une critique du site Rocktimes a abordé une polarisation similaire au sein de la scène metal : « Bien qu'il ne soit certainement pas compatible avec les masses, il y avait tout de même quelques enthousiastes et acheteurs, tandis que d'autres détestaient le groupe ».
Un an après Brecher, Schmerz sort comme deuxième album studio, à nouveau produit par Andy Classen. Tout comme Brecher, Schmerz polarisa la presse et donna lieu à des critiques négatives qui qualifièrent l'album de « bourrage de crâne ». Les critiques positives louèrent la qualité de l'album et une orientation plus marquée vers des idées de Carnivore et des premiers Type O Negative,. Des tournées suivirent en première partie de Soulfly, Richthofen, Crowbar et EyeHateGod.
En 2001, l'EP Winter est enregistré avec Rob Reeber comme batteur. Dirk Friedmann avait entre-temps quitté le groupe. Après la fin du contrat avec Nuclear Blast, l'EP était à l'origine destiné à être une démo promotionnelle du groupe, mais le groupe l'a publié en auto-édition en quantité limitée à 300 exemplaires. Winter a reçu une appréciation essentiellement moyenne de la part de la critique. Dans différentes critiques, il a été fait référence à Crowbar et Carnivore,.
Le troisième album, Kältekammer, est publié en 2003 par TTS Media Music. Kältekammer polarise à nouveau l'opinion. Des voix critiques et positives ont souligné que Drecksau n'avait guère évolué musicalement avec Kältekammer. L'album a donc été mis sur un pied d'égalité avec les sorties précédentes et a été évalué de manière tout aussi différente,,. L'année suivante, Drecksau se produit au festival allemand de doom metal Doom Shall Rise. Les adeptes d'un doom metal plus traditionnel ont toutefois rejeté le groupe. « D'autres, qui étaient ouverts au doomcore, étaient d'avis qu'il aurait fallu choisir Totenmond. Non seulement parce qu'en tant que Souabes, ils sont plus évidents, mais aussi parce qu'ils existent depuis plus longtemps et avec plus de succès ». Scherer s'est limité à jouer de la guitare. En 2005, le groupe se dissout. Dans leur déclaration officielle, les musiciens ont expliqué que c'était « la seule conséquence logique et défendable, si l'on considère de plus près les développements personnels et musicaux de chaque musicien ». Sur Rocktimes, on spécule en revanche qu'un manque de « soutien de la part du label » serait la cause de la dissolution.
En 2008, le label polonais Metal Mind Productions distribue les deux premiers albums en tant que réédition limitée à 2 000 exemplaires. Le 29 janvier 2011, le groupe joue dans le cadre d'un festival avec Totenmond et Japanische Kampfhörspiele à Munich un « unique show de réunion » avec Scherer comme chanteur et guitariste, Reber comme batteur et Seitz comme bassiste. Le spectacle est filmé, publié en juillet 2011 sous forme de DVD auto-produit et distribué sur le site Internet du groupe.

## Style musical
Wolf-Rüdiger Mühlmann décrit le style de Drecksau comme un crossover de doom metal et de punk hardcore. Le groupe lui-même qualifie sa musique de doomcore, après la dissolution du groupe, la musique a été le plus souvent classée dans le sludge metal,,. La musique est souvent comparée à celle de Totenmond, Eisenvater, Carnivore et Crowbar,.
La caractéristique principale de la musique est que la musique lourde, lente et profonde est interrompue par de courtes phases décrites comme agressives, ainsi que par un son de base monotone et grondant,,,. La majorité des titres « se déroulent sur un tempo lent ou moyen, les guitares accordées au plus bas se lancent dans un groove meurtrier. Il est rare qu'il y ait un peu de hard ».
Le chant pressé se situe entre le rugissement et le growling. Le jeu de guitare est considéré comme lourd et lent. Selon Mühlmann, Drecksau « avec ses textes frappants, présentés dans les termes les plus simples » ne laisse pas de place aux malentendus et aux interprétations. Mühlmann qualifie parfois les textes d'« infantiles ». Selon la critique du site web Metal.de, les textes « n'ont pas grand-chose à offrir ». Ailleurs, en revanche, les textes sont soulignés comme « froids, durs et rugueux, même lorsqu'il s'agit de sentiments ». Selon Terrorverlag, « les textes [des albums ultérieurs] méritent une plus grande attention, car on y évoque avec une rhétorique intelligente la froideur sociale, la solitude et l'absence de patrie ».

## Discographie
- 1997 : Schänder (démo, auto-produit)
- 1998 : Brecher (album, Nuclear Blast)
- 1999 : Schmerz (album, Nuclear Blast)
- 2001 : Winter (EP, auto-produit)
- 2003 : Kältekammer (album, TTS Media Music)
- 2004 : Promo 2004 (démo, auto-produit)